# Sonnenstein (Pirna)
Der Sonnenstein ist ein Stadtteil von Pirna, der Kreisstadt des Landkreises Sächsische Schweiz-Osterzgebirge.

## Geographie
Unter der Bezeichnung Sonnenstein wird das Gebiet der Gemarkung Pirna zusammengefasst, das auf der Hochfläche („Ebenheit“) zwischen den Tälern der Elbe im Norden und der Gottleuba im Westen liegt. Das Gelände steigt kontinuierlich in Richtung Süden an: In der nordwestlichen Ecke steht das Schloss Sonnenstein auf etwa 160 m ü. NN, im Süden erreicht das Niveau an der Viehleite am Rand zum Gottleubatal mehr als 230 m ü. NN.
Einen großen Teil des Bereichs nimmt das Wohngebiet Sonnenstein ein. Es besteht weitgehend aus Plattenbauten aus der Zeit der DDR, davon die meisten in Reihenbauweise und einige Punkthochhäuser. Das Wohngebiet steht im Bereich Remscheider Straße/Varkausring/Prof.-Joliot-Curie-Straße. Südlich daran schließt sich ein Wohn- und Gewerbegebiet aus der Nachwendezeit an. Den Norden des Sonnenstein-Plateaus bis zur Straße Am Mädelgraben prägen ausgedehnte Fabrikbauten. In der Nachbarschaft des Schlosses Sonnenstein hat das Amtsgericht Pirna seinen Sitz.
Wichtigste Straße des Stadtteils ist die Krietzschwitzer Straße. Als Bundesstraße 172 führt sie von Dresden kommend unmittelbar westlich des Sonnensteins aus dem Elbtalkessel auf die Hochfläche und weiter in Richtung Südosten nach Königstein (Sächsische Schweiz) bis zur tschechischen Grenze. Von ihr zweigt im Nordwesten des Stadtteils die Struppener Straße, die Staatsstraße 168, in Richtung Struppen ab.
Benachbarte Pirnaer Stadtteile sind Cunnersdorf im Nordosten, die Schifftorvorstadt im Norden, die Altstadt im Nordwesten und die Südvorstadt im Süden. Westlich benachbart sind die ehemalige Hausberggemeinde und das frühere Dorf Mannewitz. Im Osten und Südosten grenzen die Fluren des Struppener Ortsteils Ebenheit an.

## Geschichte

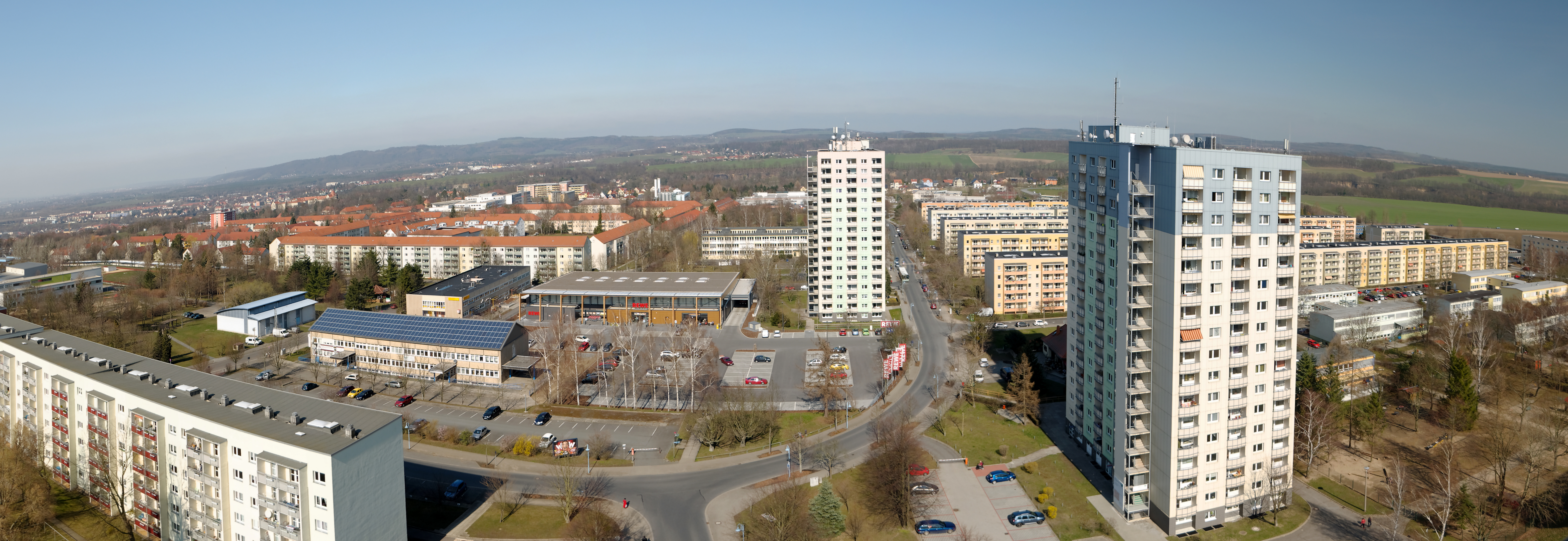
Blick über das Wohngebiet Sonnenstein, rechts und vorn links die Plattenbauten der 1970er/80er Jahre, in der Bildmitte der zentrale Stadtteilbereich, hinten links der Wohnbereich aus den 1950er Jahren

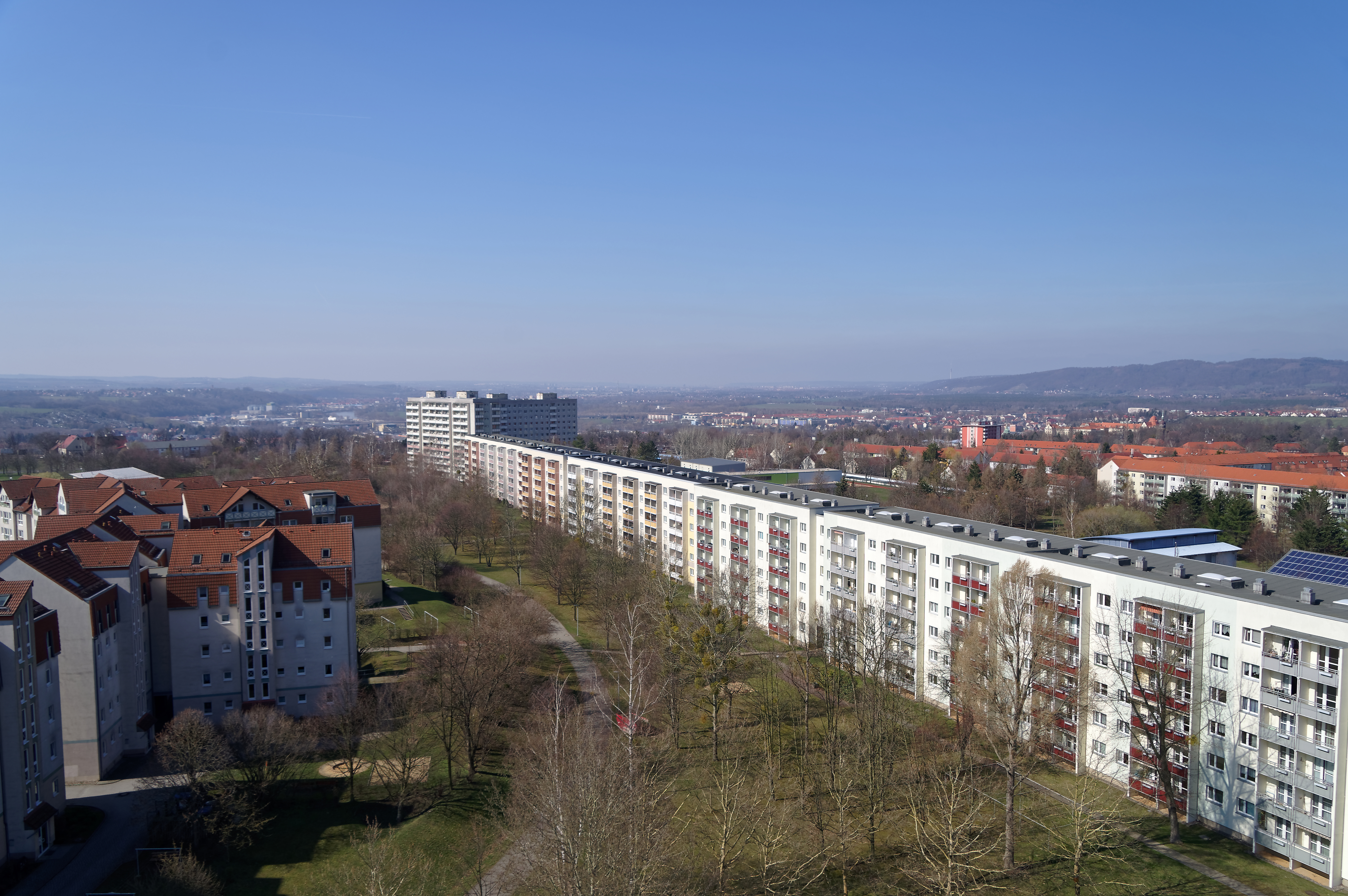
Blick über die Wohnbebauung der Remscheider Straße, rechts ein Teil der Anfang der 1990er Jahre erbauten Wohngebäude des Bereichs Sonnenstein Süd

Der Name des Stadtteils geht auf das Schloss Sonnenstein zurück, das älteste und bedeutendste Bauwerk in dem Gebiet. Bis ins 19. Jahrhundert war der Sonnenstein mit Ausnahme der Festung und des sich östlich anschließenden Parks, des Vorwerks Mannewitz und der alten Straße nach Königstein faktisch unbebaut.
1811 wurde im Schloss eine „Heil- und Pflegeanstalt“ eingerichtet, die sich zwischen 1855 und 1914 mit zahlreichen Neubauten in den Schlosspark ausdehnte. 
Während der Zeit des Nationalsozialismus wurde dort 1940 im Keller eines abgeschirmten Teils des Anstaltsgeländes eine Gaskammer installiert und ein Krematorium eingebaut. In der „Tötungsanstalt Pirna-Sonnenstein“ wurden im Rahmen der Aktion T4 (benannt nach dem Sitz der Mordorganisation, Tiergartenstraße 4 in Berlin) von Juni 1940  bis August 1941 mindestens 14.751 Menschen ermordet; dabei handelte es sich vorwiegend um psychisch Kranke und geistig Behinderte. Die Spuren wurden bis 1942 beseitigt. Diese Ermordungen waren Teil der Krankenmorde in der Zeit des Nationalsozialismus, denen bis 1945 über 200.000 Menschen zum Opfer fielen. An die Ermordeten auf dem „Sonnenstein“ erinnert heute seit 2000 eine Gedenkstätte. Bis 1990 war das Gebäude Teil eines Betriebes.
Anfang des 20. Jahrhunderts entstand östlich der Heilanstalt die Kleinsiedlung „Am Mädelgraben“ als Wohnsiedlung von Beamten der Heilanstalt Sonnenstein. Im Zuge der Aufrüstung der Wehrmacht sollte ab Ende 1937 südlich der Struppener Straße in Ergänzung zu den Kasernen in der Südvorstadt eine weitere Infanteriekaserne entstehen. Die Bauarbeiten wurden jedoch mit Ausbruch des Zweiten Weltkrieges eingestellt. Zu diesem Zeitpunkt waren bereits zwei größere Stabsgebäude (Prof.-Joliot-Curie-Str. 6–14 und Julius-Fučík-Str. 1–9) fertiggestellt, die ab 1942 durch die Torpedoversuchsanstalt Eckernförde im Zuge kriegsbedingter Verlagerungen genutzt wurden. Nach Kriegsende dienten diese Gebäude bis 1949 als Wohnunterkünfte für Heimatvertriebene bzw. zwischen 1949 und 1953/54 für Offiziere und Soldaten der in der Heilanstalt eingerichteten Schule der Kasernierten Volkspolizei (KVP). Ab 1951 erfolgte die Ergänzung der beiden Häuser um weitere Wohngebäude für die KVP-Angehörigen. Damit entstand ein erster Kern des späteren (Groß-)Wohngebietes Sonnenstein.
Im Zuge des ab 1952/53 beginnenden Aufbaus der Luftfahrtindustrie in der DDR fiel die Entscheidung, den Sonnenstein in diesen Aufbau einzubinden. Dazu wurde 1953 das Materialamt Pirna (später VEB Entwicklungsbau Pirna – Werk 802) gegründet, das Flugzeugtriebwerke entwickeln, erproben und bauen sollte. Der Betrieb nutzte alle Gebäude der ehemaligen Heilanstalt Sonnenstein und erweiterte diese östlich davon um zahlreiche Neubauten, darunter ein großes Konstruktionsbüro, ein Speisehaus sowie mehrere Werkshallen und vier große Prüfstände. Hier wurde unter anderem das Strahltriebwerk „Pirna 014“ entwickelt und hergestellt sowie an Plänen für den ersten deutschen Passagierstrahlflugzeug „Typ 152“, gearbeitet. Innerhalb kurzer Zeit wuchs die Belegschaft auf über 2.000 Arbeiter und Ingenieure an.
Für die Beschäftigten des Werkes wurden ab 1953 in Ergänzung der schon vorhandenen Wohnhäuser zahlreiche weitere Wohngebäude südlich der Struppener Straße errichtet. Markantestes Bauwerk der neuen Wohnsiedlung Sonnenstein war das 1957/61 nach Plänen von Alfred Gottfried erbaute sogenannte „Rote Hochhaus“ an der Rudolf-Breitscheid-Straße. Im Gegensatz zu den später auf dem Sonnenstein errichteten Wohnhochhäusern wurde auch das „Rote Hochhaus“ gemauert. Insgesamt entstanden in dieser ersten Ausbaustufe des Sonnenstein etwa 1.000 Wohnungen vorrangig in Ziegelbauweise.
Im Sommer 1961 beschloss der Ministerrat der Deutschen Demokratischen Republik aufgrund von Rückschlägen endgültig die Auflösung der Luftfahrtindustrie. Das Werk 802 wurde zum VEB Gasturbinenbau und Energiemaschinenentwicklung Pirna umgewandelt, welches die Produktion von Strömungs- und Kraftanlagen aufnahm. Die Umwandlung zum VEB Strömungsmaschinen Pirna erfolgte 1970. Das Werk, welches u. a. hydrodynamische Kraftübertrager für Lokomotiven, Strömungskupplungen und Gasturbinen herstellte, war bis 1989/90 nach dem 1908 von Hugo Küttner gegründeten Kunstseidenwerk der zweitgrößte Industriebetrieb in Pirna.
Der zweite und größere Entwicklungsschub für den Sonnenstein wurde mit der Entdeckung und Erschließung der Uranerzlagerstätte Königstein eingeleitet. Im nahen Leupoldishain wurde ab 1963 ein Bergwerk aufgebaut, das innerhalb kurzer Zeit über 2000 Beschäftigte zählte. Der für die Belegschaft benötigte Wohnraum entstand ab Ende der 1960er Jahre durch die Erweiterung des Wohngebietes Sonnenstein in Plattenbauweise. Bis Anfang der 1980er Jahre entstanden nochmals ca. 3000 Wohneinheiten samt der dazugehörigen Infrastruktur (Kindereinrichtungen, Schulen, Kaufhallen, Ambulatorium). Baulich markant war die ab Ende der 1970er Jahre erfolgte Errichtung von fünf 17-geschossigen Punkthochhäusern, auf die allein reichlich 1000 Wohnungen entfielen. Mit der Erweiterung des Wohngebietes stieg die Einwohnerzahl des Sonnenstein auf etwa 17.000 Personen an.
Im Zuge der Wende kam es zu einer massiven Veränderung der wirtschaftlichen Basis des Wohngebietes. Der VEB Strömungsmaschinen Pirna wurde 1990 privatisiert. Der Nachfolgebetrieb Strömungsmaschinen GmbH musste jedoch bereits 1995 Insolvenz anmelden. Ein Großteil der vorhandenen Arbeitsplätze ging ersatzlos verloren. Die Uranförderung in Leupoldishain wurde 1990 eingestellt, damit wurde auch hier ein Großteil der vorhandenen Arbeitsplätze abgebaut.
Infolge dieser wirtschaftlichen Veränderungen und der beginnenden sozialen Segregation hat der Stadtteil seit Ende der 1990er Jahre massive Bevölkerungsverluste zu verzeichnen. Die Einwohnerzahl ging bis Ende 2011 auf reichlich 6300 Personen zurück. Der aus dem Schrumpfungsprozess resultierende Leerstand zog den Abriss von über 500 Wohnungen sowie von sozialen Einrichtung nach sich. Der Sonnenstein ist Gegenstand eines Stadtumbau- und Stadtteilentwicklungsprojekts. Im Zuge der Bemühungen zur Stabilisierung des Stadtteils wurden u. a. weite Teile des ehemaligen Strömungsmaschinenwerkes revitalisiert. Hier entstand 2007 der Neubau des Klinikums Pirna der Rhön-Klinikum AG (seit 2014 Helios Kliniken GmbH), das mit etwa 770 Mitarbeitern derzeit der bedeutendste Arbeitgeber in Pirna ist (Stand 2015). 
Schloss Sonnenstein ist seit 2011 Verwaltungssitz des Landkreises Sächsische Schweiz-Osterzgebirge. Südlich des Wohngebietes Sonnenstein entstand bereits in den 1990er Jahren ein Wohn- und Gewerbegebiet mit über 400 Wohnungen und ansässigen Unternehmen u. a. aus den Bereichen Autohandel und -service, Elektroanlagenbau, Verlag/Druckerei, Heizungs- und Sanitärtechnik.

## Galerie

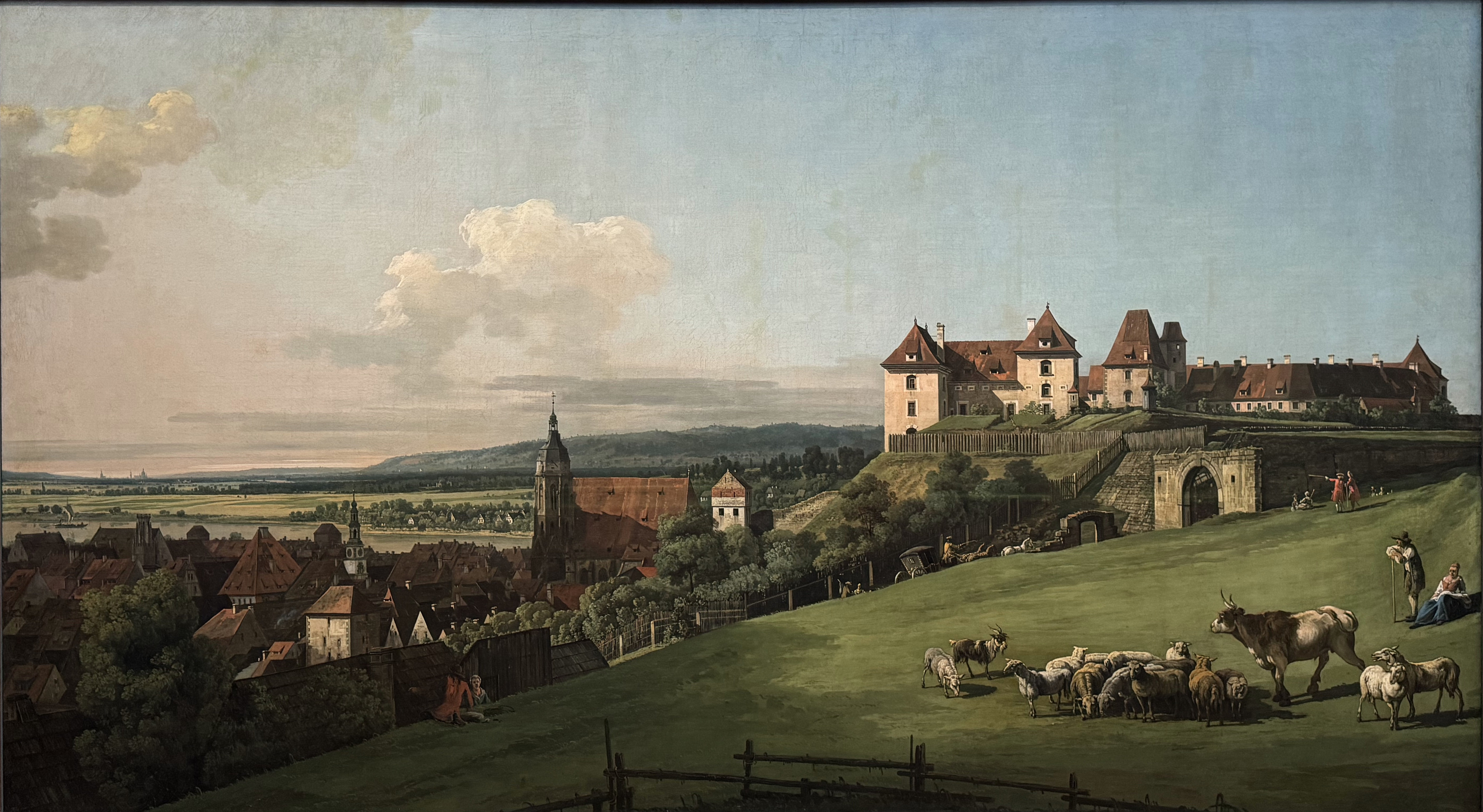
Blick von Süden auf Schloss Sonnenstein und die darunter liegende Altstadt von Pirna (Gemälde von Bernardo Bellotto)
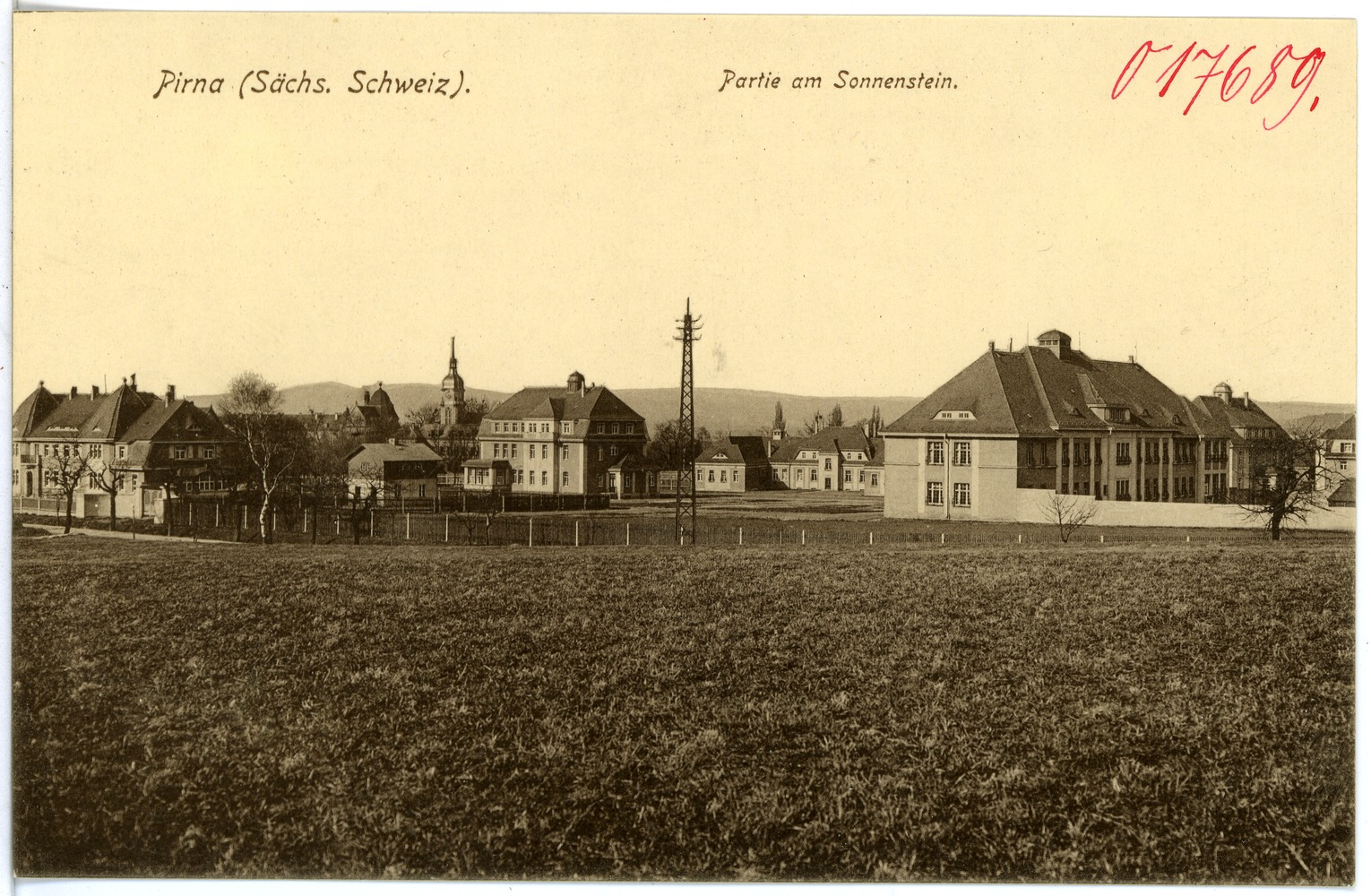
Blick von Süden auf die im 19. Jahrhundert entstandene Bausubstanz der Heil- und Pflegeanstalt
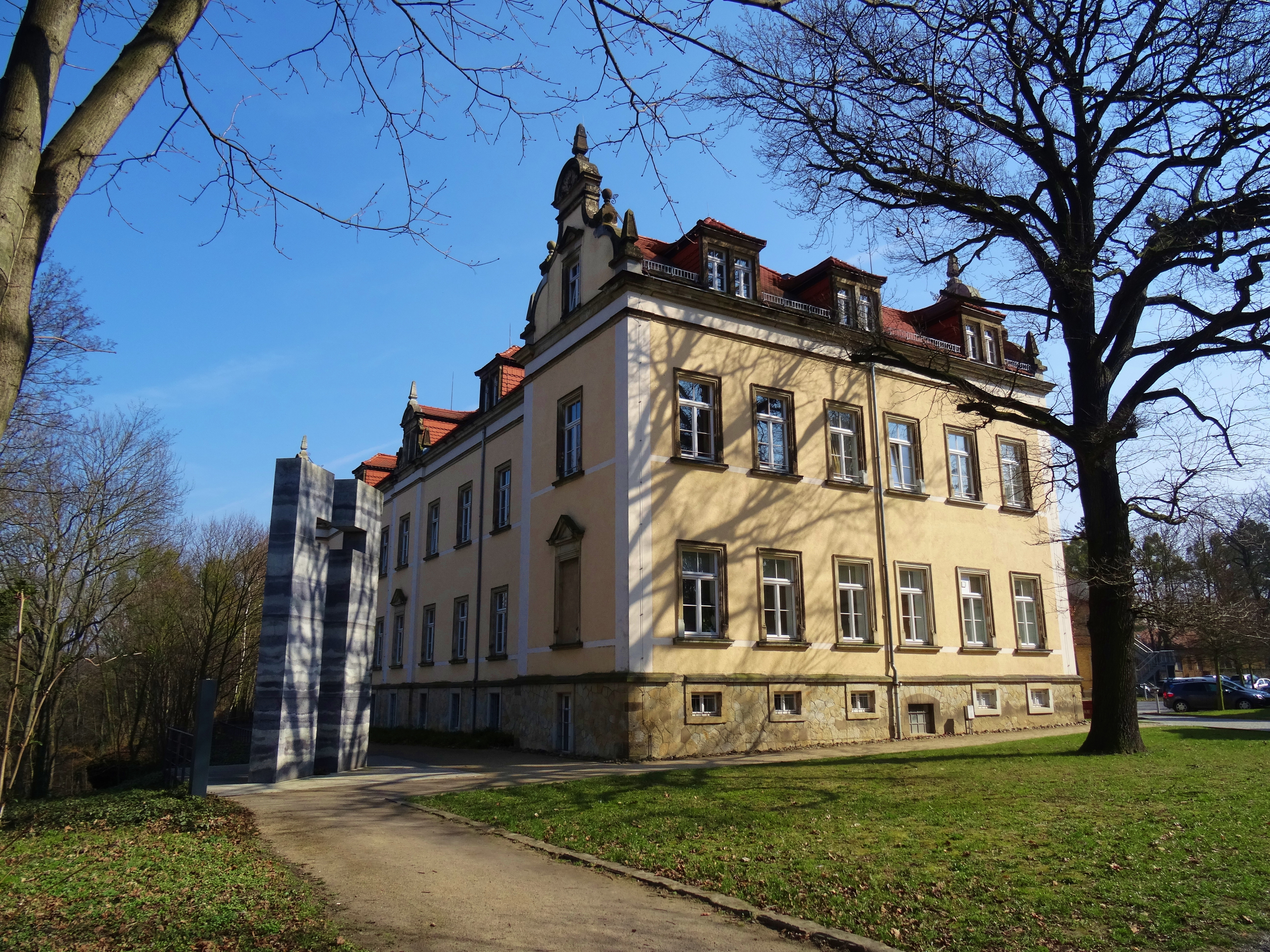
Ehemalige Tötungsanstalt Pirna-Sonnenstein
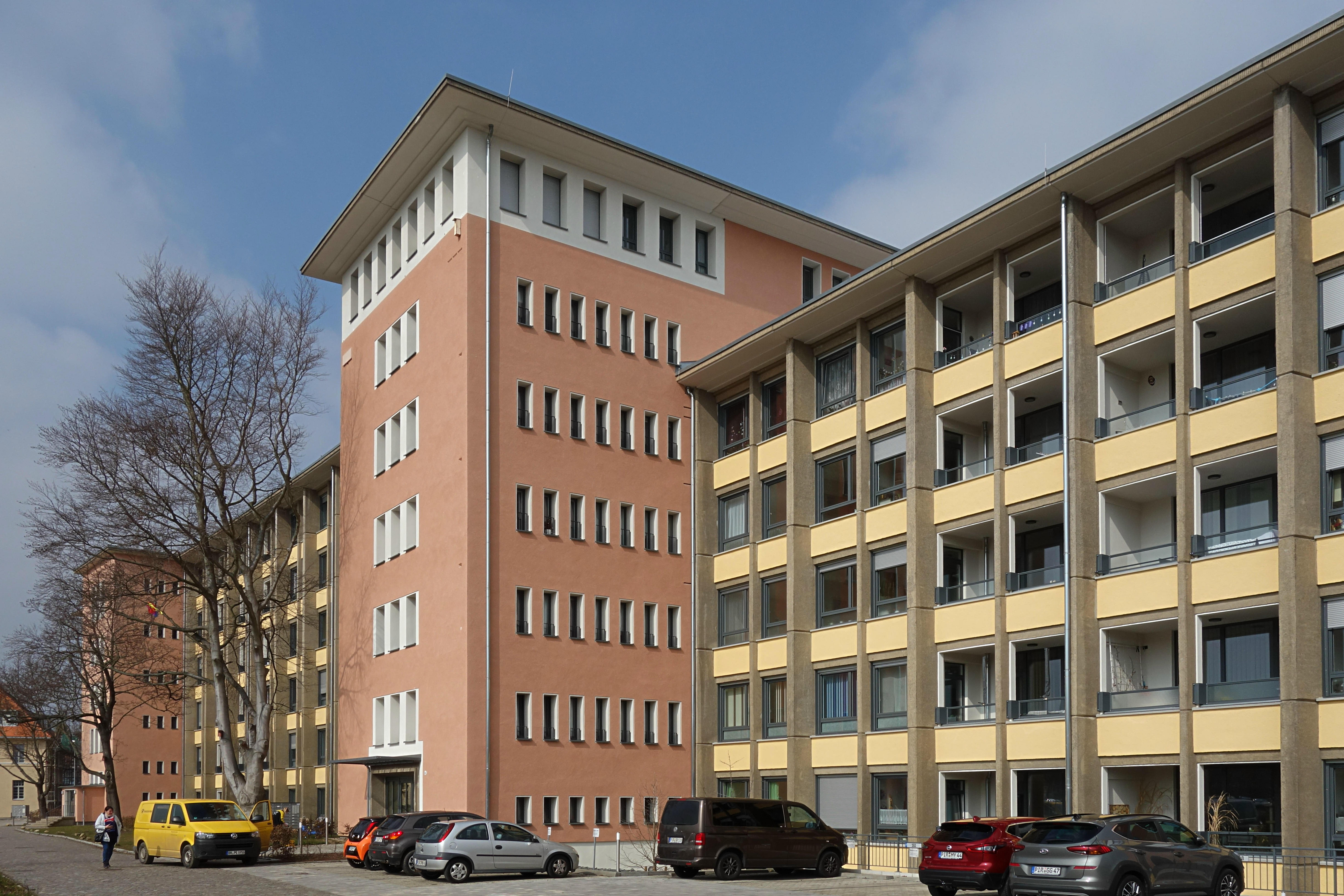
Ehemaliges Konstruktions- und Verwaltungsgebäude des VEB Entwicklungsbau Pirna
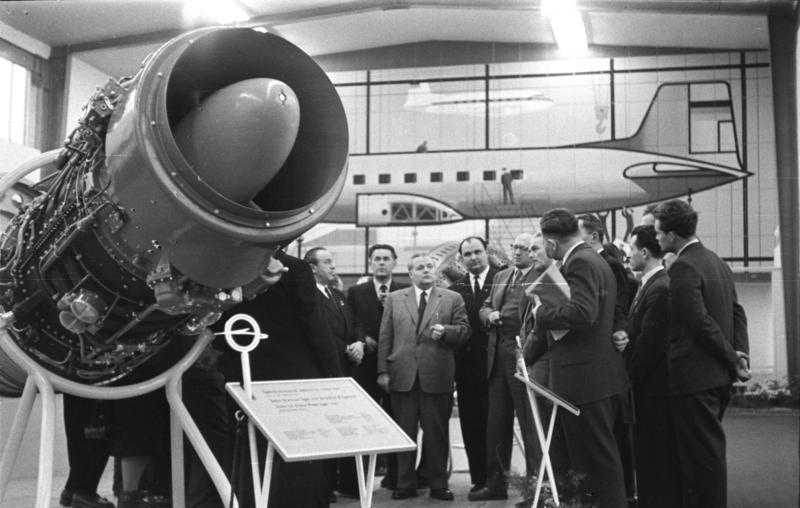
Strahltriebwerk „Pirna 014“ auf der Leipziger Frühjahrsmesse 1958
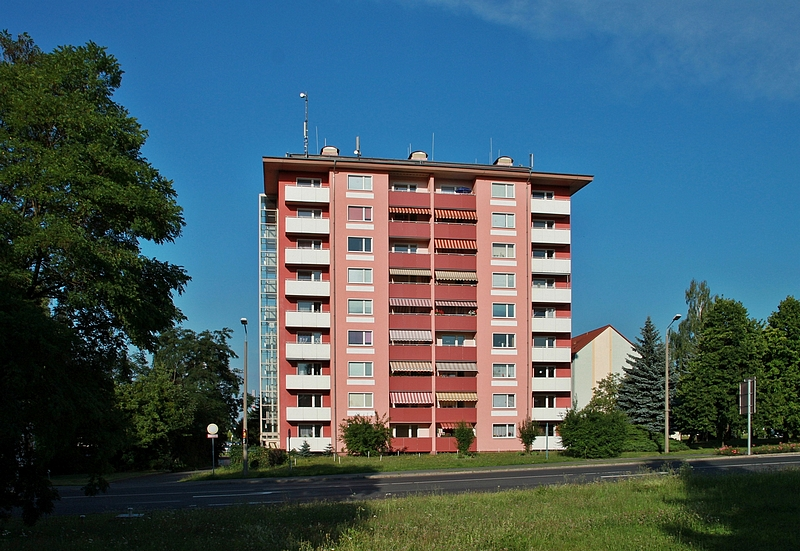
Blick auf das 1957 errichtete „Rote Hochhaus“
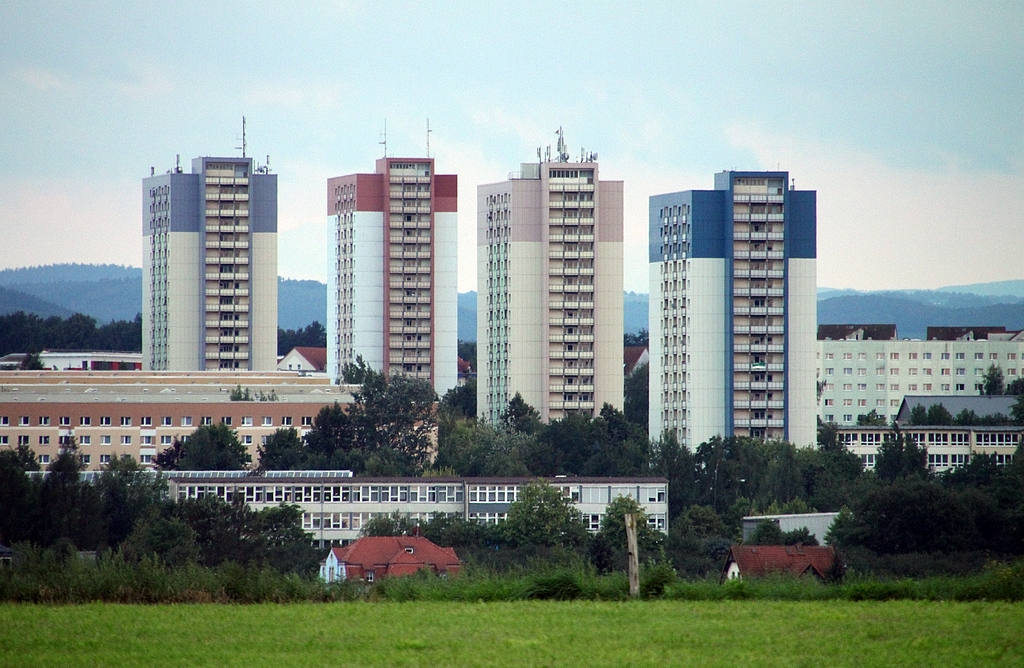
Blick auf die Anfang der 1980er Jahre errichteten 17-geschossigen Hochhäuser (Höhe 56 Meter), ein fünftes Hochhaus wurde 2007 im Zuge des Stadtumbau Ost abgerissen
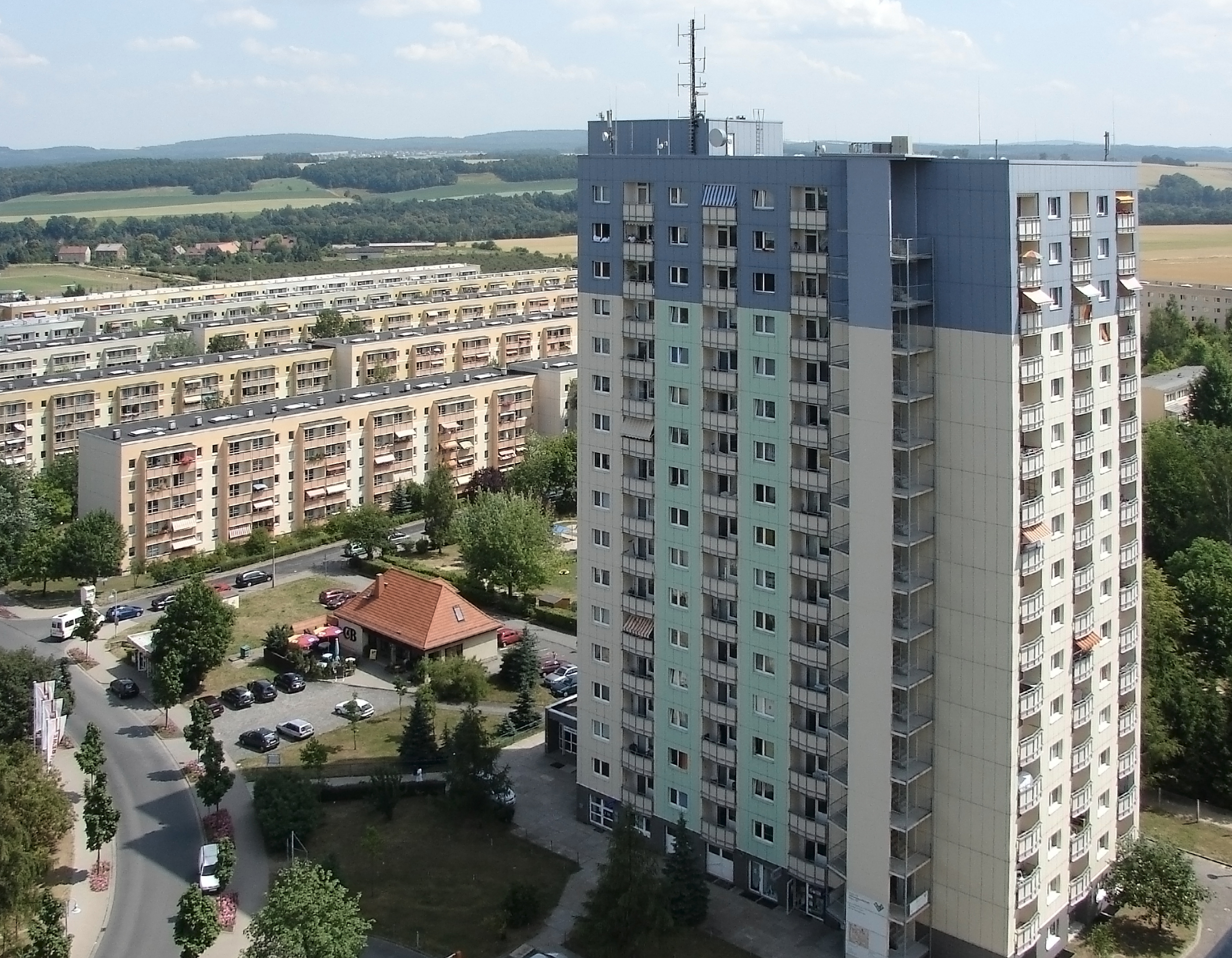
Blick auf das Hochhaus Remscheider Straße 1a und die dahinter liegenden Wohngebäude am Varkausring (2006)
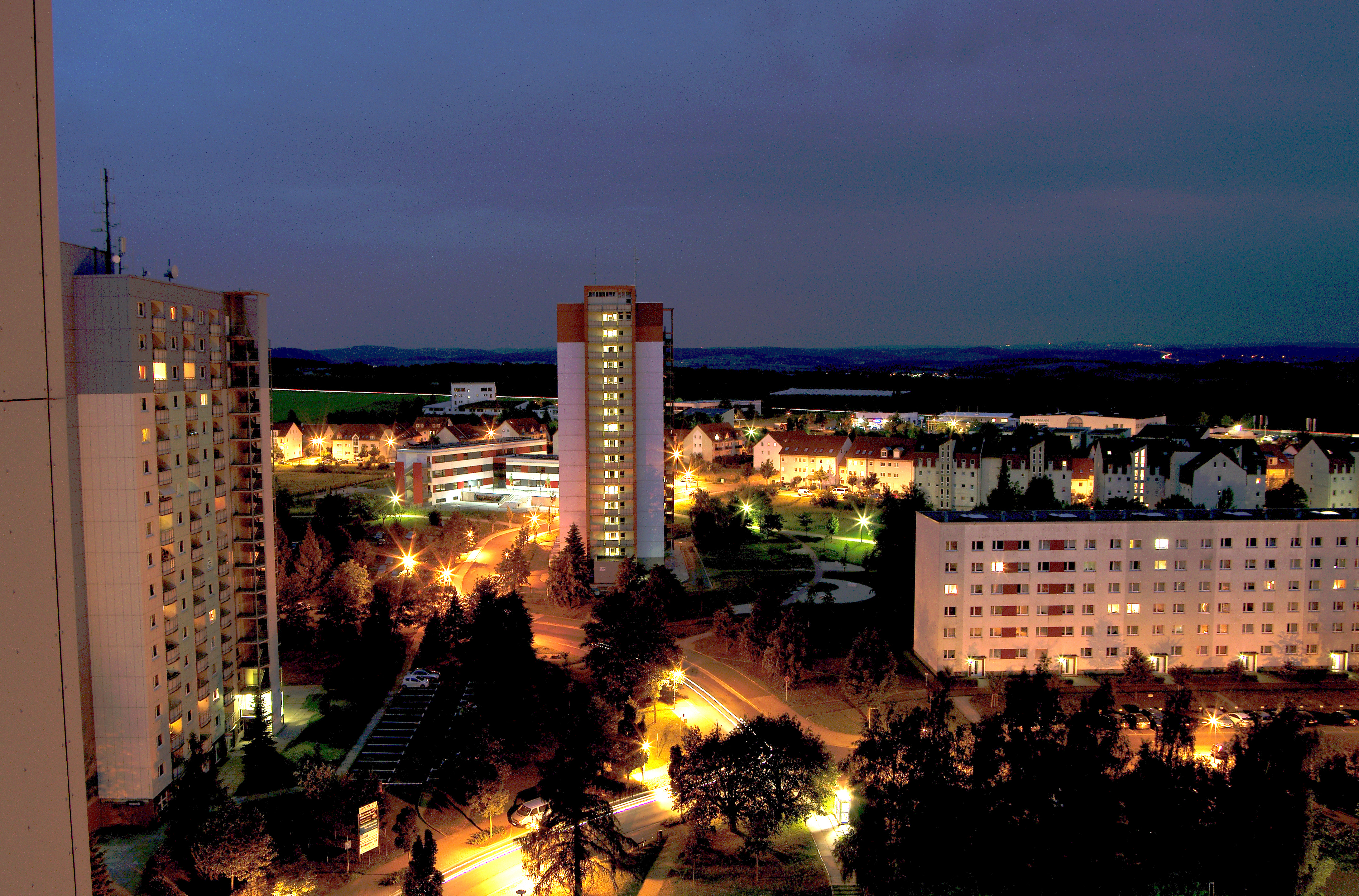
Nächtlicher Blick zum Hochhaus Remscheider Straße 2a (2011)
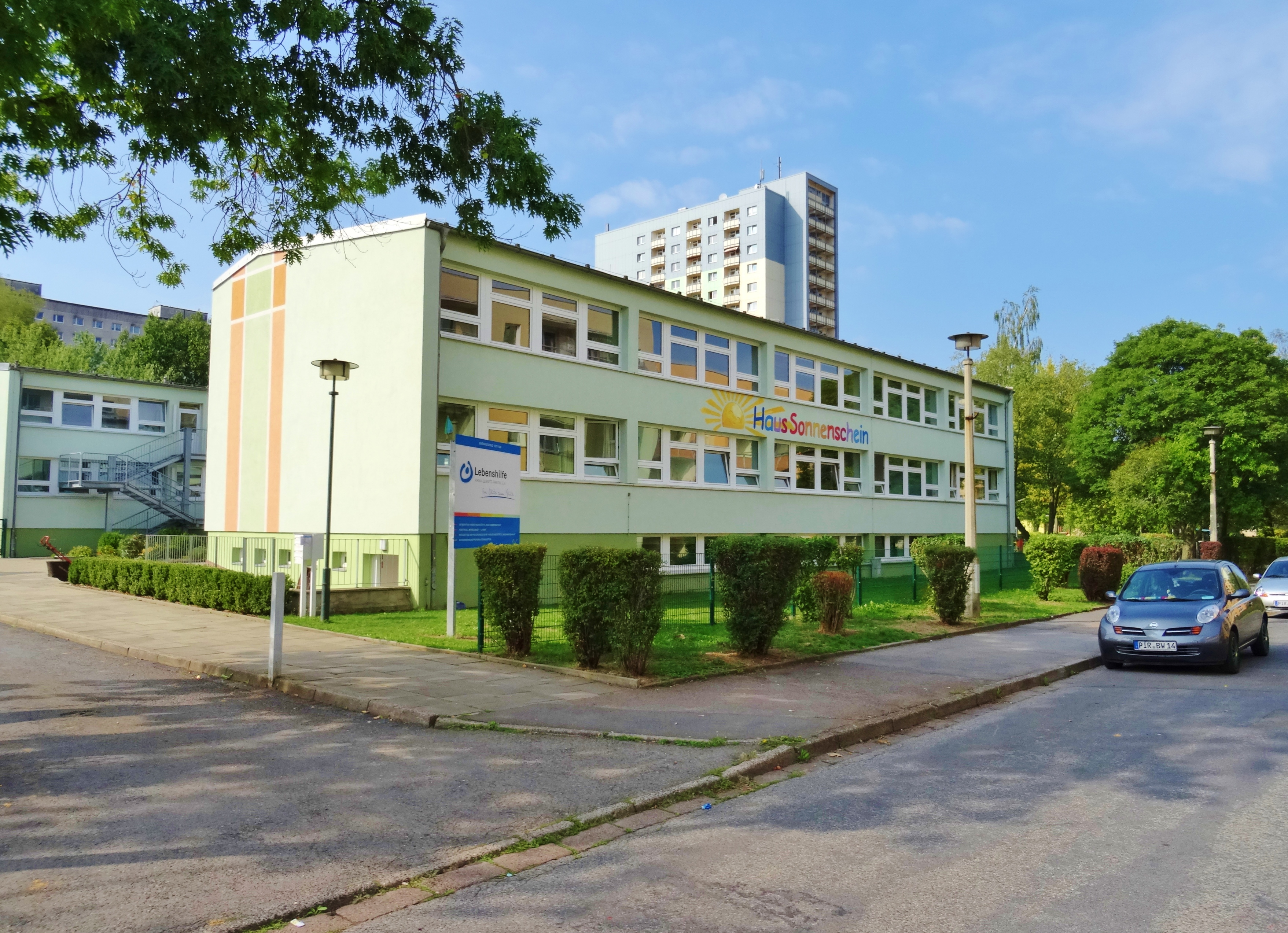
Kindertagesstätte am Varkausring
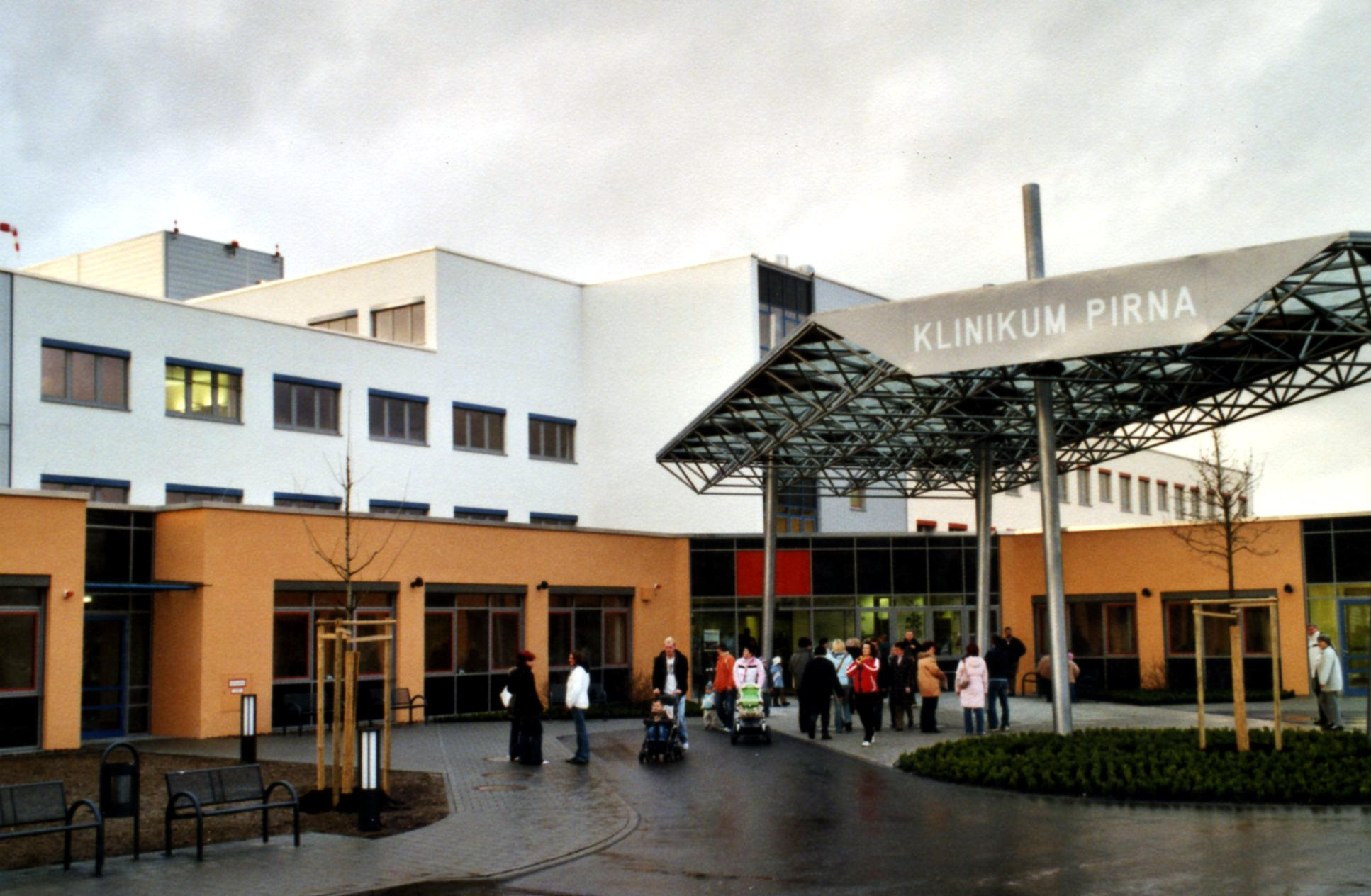
Helios Klinikum Pirna
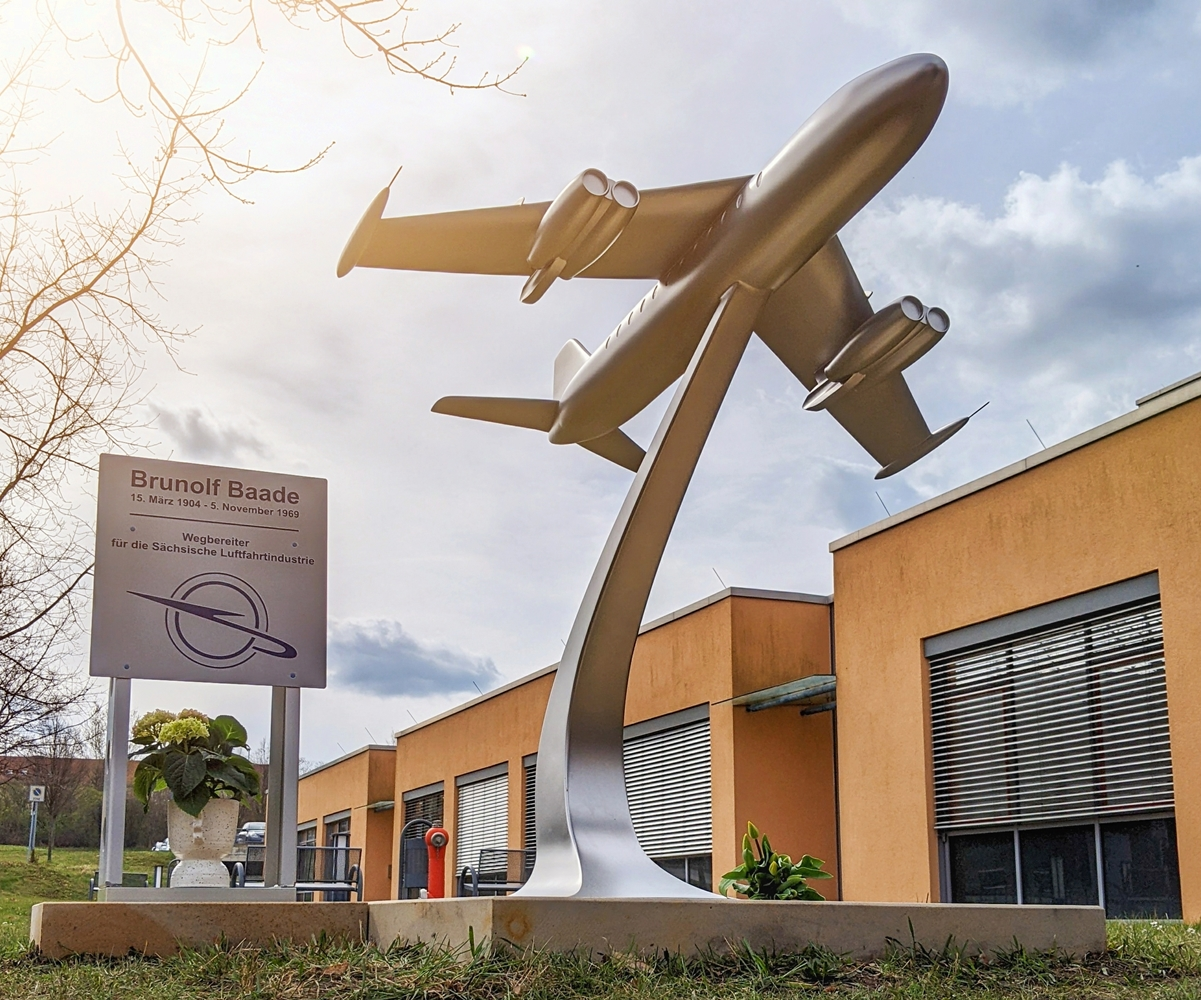
2024 eingeweihter Erinnerungsort an Brunolf Baade und den Typ 152